# Pelinów (Białobrzegi)
Pour les articles homonymes, voir Pelinów.
Pelinów (prononciation : [pɛˈlinuf]) est un village polonais de la gmina de Promna dans le powiat de Białobrzegi de la voïvodie de Mazovie dans le centre-est de la Pologne.

## Histoire
De 1975 à 1998, le village appartenait administrativement à la voïvodie de Radom.